# 믿음의 도약
믿음의 도약 (leap of faith)은 가장 일반적으로 사용되는 의미로, 무형이거나 증명할 수 없거나, 경험적 증거가 없는 것을 믿거나 받아들이는 행위이다. 많은 종교가 신앙을 경건의 필수 요소로 간주하므로 일반적으로 종교적 믿음과 관련된 행위이다. 쇠렌 키르케고르가 이 용어를 사용하여 종교적 실존의 단계로 넘어간다. 그에게 믿음의 도약이란 이성의 한계 밖에 있는 것을 믿거나 받아들이는 행위를 말한다.

## 같이 보기
- 철학적 단편

## 서지학
- von Goethe, Johann Wolfgang (1848), 《Truth and poetry, from my own life》 (autobiography), transl. John Oxenford.
- Kierkegaard, Søren (1980) [1844],  Thomte, Reidar, 편집., 《The Concept of Anxiety》, Princeton: Princeton University Press.
- ——— (1993) [March 13, 1847],  Hong, Howard, 편집., 《Upbuilding Discourses in Various Spirits》, Princeton University Press.